# Tagtshang Lotsawa
| Tibetische Bezeichnung                                                |
| --------------------------------------------------------------------- |
| Wylie-Transliteration: stag tshang lo tsa ba dra pa shes rab rin chen |
| Chinesische Bezeichnung                                               |
| Vereinfacht: 达仓译师                                                 |
| Pinyin:Dacang yishi                                                   |

Tagtshang Lotsawa  Sherab Rinchen (tib. stag tshang lo tsa ba dra pa shes rab rin chen; * 1404; † 1477) war ein Übersetzer und Autor aus der Sakya-Schule des 15. Jahrhunderts.
Er ist der Verfasser eines von ihm selbst mit Anmerkungen versehenen Textes zu den verschiedenen Orden des Buddhismus, des Grub mtha kun ses kyi rtsa grel, der eine detaillierte Diskussion aller Orden des Buddhismus im alten Indien, insbesondere der Doktrin und Lehre der von Nagarjuna gegründeten Madhyamika-Schule enthält.

## Werke
- Grub mtha kun ses kyi rtsa grel.

### Ausgaben
- Nationalitätenverlag, Peking, Oktober 1999. 230 pp. ISBN 7-105-03394-0. Zusammengestellt von Tshülthrim Gyeltshen (tshul khrims rgyal mtshan).